# دانييل كيركباتريك
دانييل كيركباتريك (بالإنجليزية: Daniel Kirkpatrick)‏ هو لاعب اتحاد الرغبي نيوزيلندي، ولد في 28 نوفمبر 1988 في نيبيار في نيوزيلندا.

## وصلات خارجية
- دانييل كيركباتريك عل موقع إسبنسكروم (الإنجليزية)
- دانييل كيركباتريك على موقع ItsRugby.co.uk (الإنجليزية)